# Die kleine Stadt

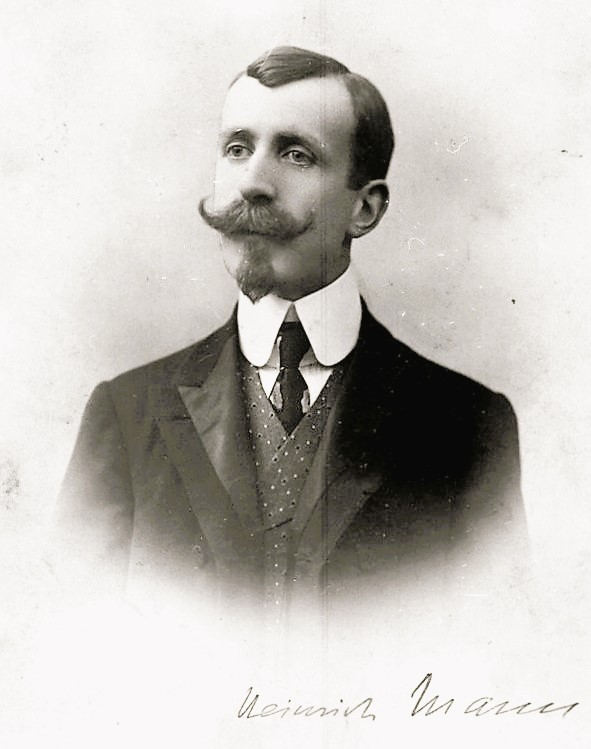
Heinrich Mann im Jahr 1906

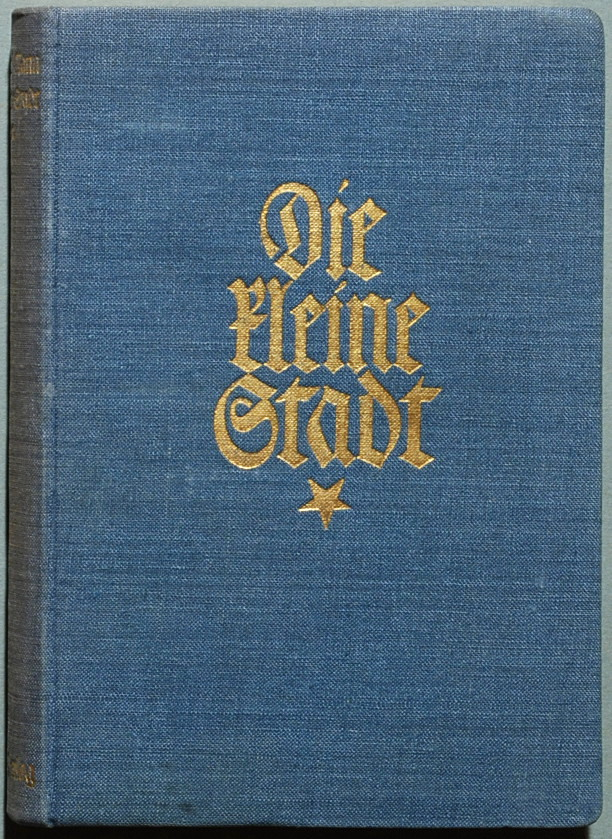
Original-Einband der Erstausgabe

Die kleine Stadt ist ein Roman von Heinrich Mann, geschrieben vom Herbst 1907 bis zum 31. März 1909 und erschienen 1909.
Während eine Wanderoper unter Mitwirkung kunstsinniger Bürger in der kleinen Stadt gastiert, lernt der Priester Don Taddeo eine neue Seite, die sinnliche Begierde, an sich kennen. Als die Komödianten weiterziehen, bringt Alba Nardini aus Eifersucht ihren Geliebten, den lyrischen Tenor Nello Gennari und darauf sich selber um.
Palestrina, ein Städtchen südöstlich von Rom in der Campagna Romana, das Heinrich Mann 1895 bis 1898 kennenlernte, diente als Modell für die kleine Stadt.

## Die Schule der Menschlichkeit

### Die Handlungsträger
Bürger der kleinen Stadt
Reverendo Don Taddeo, Priester
Herr Advokat Ferruccio Belotti
Fräulein Alba Nardini, Enkelin des Gutsbesitzers Nardini
Frau Camuzzi
Herr Savezzo
Komödianten
Fräulein Italia Molesin, Sopranistin
Herr Nello Gennari, lyrischer Tenor

### Das Volk
In der kleinen Stadt wimmelt es von Menschen wie in einem Bienenstock. Einige der oben aufgeführten Protagonisten werden von Heinrich Mann unter mehreren Dutzenden Bürgern und den leichter überschaubaren gastierenden Komödianten gekonnt versteckt. Herr Savezzo zum Beispiel tritt bereits im ersten Teil des Romans unter den zahlreichen Bürgern auf. Der Leser verliert ihn bald aus dem Blick. Endlich kämpft aber Herr Savezzo gegen den Advokaten um die Macht in der kleinen Stadt und verliert.
Der Advokat Belotti und der Gemeindesekretär Ghino Camuzzi schauen von oben herab auf das quirlige Volk, als sie sich am Morgen nach dem Brand des Gasthauses „Zum Fortschritt“ auf der Straße unterhalten.
Die verwirrende Figurenfülle ist zwar ungewöhnlich, doch nicht weiter schlimm. Das Besondere am Roman ist aber die brodelnde Gerüchteküche. Entscheidende Handlung läuft fast immer hinter den Kulissen ab. Der Leser erfährt davon in der Regel aus dem Munde von Unbeteiligten. Und er muss genau aufpassen, damit er entscheidende Wendungen überhaupt mitbekommt. Aus diesem ungewöhnlichen Konzept erzeugt der Autor in seinem fünfteiligen Werk – nach dem Muster der antiken Tragödie – Spannung.

### Die Beichte der Italia
Oben wurde behauptet, der Leser erfahre Relevantes über Dritte. Es gibt allerdings Ausnahmen von dieser Regel. Manchmal teilt uns Heinrich Mann die Gedanken einer Figur in wörtlicher Rede mit. Ein Beispiel ist die in Don Taddeo aufwallende Fleischeslust, während ihm die „äußerst anständige“ Sopranistin Italia Molesin beichtet. Höchstwahrscheinlich ist zwischen den beiden weiter gar nichts passiert, außer einer flüchtigen Berührung des Kleides der schönen Solistin während der Beichte durch den Geistlichen. Die reicht aber aus, um Don Taddeo in allertiefste Verzweiflung zu stürzen. Strengste Selbstkasteiung bringt nichts. Der wollüstige Akt ist nun mal passiert. Es geht in der Art mit dem „Paar“ weiter. Don Taddeo beobachtet Italia von Kirchenfenster aus bei der „Unzucht“ und kann nicht wegsehen. Das ist Sünde. Alle haben gesündigt – Don Taddeo, Italia, die ganze kleine Stadt, indem ihre Bürger lieber zu den Komödianten gingen als in die Kirche. Also, schlussfolgert der Priester, müssen alle brennen. Weil kurz nach den genau mitgeteilten Gedankengängen des Priesters die Unterkunft der Sängerin wirklich in Flammen aufgeht, müssen wir, im Einklang mit einigen Gerüchtemachern unter dem Volke vermuten, dass Don Taddeo Feuer gelegt hat. Doch – es kann nicht oft genug wiederholt werden – nichts ist sicher in diesem Roman. Fast jeder verdächtigt jeden der Brandstiftung.

### Die zwei Cafés oder Der Eimer
Der freiheitsliebende Advokat Belotti hat die Macht in der kleinen Stadt. Die Anhänger des liberalen Advokaten, die sich als Nachfahren des Generals Garibaldi sehen, treffen sich im Café „Zum Fortschritt“. Die Gegner der Freiheitsliebenden scharen sich um ihren Priester Don Taddeo in der Kirche und nach der Predigt im Café „Zum heiligen Agapitus“.
Die kleine Stadt habe ältere Ursprünge als Rom. Der Advokat und Don Taddeo kämpfen um die Macht in der Stadt. Es geht um Ruhm, ums Prinzip. Streitpunkt ist ein hölzerner Eimer, um dessen Besitz die Bürger der kleinen Stadt vor paarhundert Jahren einen Krieg gegen Nachbarn führten und ihr Blut vergossen. Don Taddeo gibt das Museumsstück nicht heraus, denn es hängt in seinem Glockenturm.
Der Advokat kümmert sich nicht so sehr um die dringliche Modernisierung der Feuerwehr, sondern er will Höheres als eine neue „Dampfspritze“. So engagiert er eine Wanderoper. Zwar kann manche Frau aus dem Volk die anreisenden Komödianten nicht leiden, zwar ist das Volk gespalten in Advokaten- und Priesterpartei, zwar redet sich das Volk die Köpfe heiß und prügelt sich sogar, doch bei der Opern-Premiere spielen etliche Bürger der kleinen Stadt ein Instrument in der Dorfkapelle, Chormädchen treten auf und an Publikum mangelt es nicht. Der Erfolg gibt dem Advokaten Recht.
Aber die Macht des Advokaten scheint mit einem Schlag dahin, als das Gasthaus „Zum Mond“ brennt. Der Advokat soll der Brandstifter sein oder zumindest hinter der Brandstiftung stecken. Prompt fallen die Anhänger vom Advokaten ab und wenden sich dem Herrn Savezzo, einem üblen Intriganten und Betrüger, zu. Es scheint so, als ob Savezzo an die Macht kommt. Don Taddeo rettet Italia aus den Flammen. Das Volk klatscht Beifall und verehrt den Priester für seine mutige Tat fortan als einen Heiligen. Das Volk meint nun, mit der Macht des Advokaten sei es endgültig vorbei. Denn überdies hat der Richter den Eimer keinem anderen als Don Taddeo zugesprochen.
Das garstige Ränkespiel des Herrn Savezzo ist aus, als Don Taddeo die Schuld an dem Brand auf sich nimmt, den Schaden bezahlen will und den Advokaten für unschuldig erklärt. Es kommt zur Versöhnung des Advokaten mit dem Priester. Don Taddeo möchte den Eimer nun herausrücken. Die ehemaligen Anhänger des Advokaten dienen sich erneut bei ihrem alten Herrn an. Beide – eben noch zerstrittene, nun aber ebenfalls verbrüderte – Parteien, entlassen die Komödianten, indem sie die Opernsänger auf Pferdefuhrwerken aus der Stadt bis zur nächsten Ortschaft eskortieren. Mit Genugtuung kann der Advokat den Fortschritt „in der Schule der Menschlichkeit“ konstatieren.

### Der Schatten von Villascura

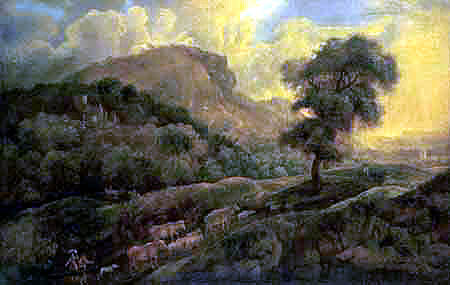
Herman Swanevelt: In der römischen Campagna

Plötzlich ist die kleine Stadt beinahe entvölkert und somit die Bühne frei für das dramatische Finale. Hinter dem Rücken des lyrischen Tenors Nello Gennari hat Frau Camuzzi eifrig gegen den jungen, hübschen Komödianten intrigiert. Frau Camuzzi wurde von dem Schürzenjäger Nello abgewiesen und hält sich an Herrn Savezzo. Nach seiner Niederlage gegen den in seiner Macht erstarkten Advokaten wird Savezzo zum Handlanger der „gehässigen“ Camuzzi. Er verlässt – wie die Komödianten – die kleine Stadt, aber nicht zu Pferd und Wagen, sondern zu Fuß und geht auf Geheiß der Camuzzi bei der jungen Alba Nardini vorbei. Die bewohnt mit ihrem Großvater, dem „größten Ölproduzenten“ und Gutsbesitzer Nardini, die Villascura. Herr Savezzo hinterbringt Alba das gefährliche Wissen der Camuzzi: Nello sei in der kleinen Stadt geblieben und vergnüge sich mit der Frau des Schneiders Chiaralunzi . Alba lässt den langen Wagenzug an der Villascura vorbei, schleicht sich in die kleine Stadt, lauert dem Geliebten Nello auf und erdolcht ihn und dann sich.
Dieses Finale ist deshalb so dramatisch, weil Heinrich Mann die ergreifende Geschichte der Liebe zwischen Nello und Alba in den Roman eingebettet hat als Pendant zum Stück „Die arme Tonietta“ von Viviani. Jenes Stück brachte die Operntruppe in der kleinen Stadt zur Aufführung. Darin liebte Tonietta ihren Piero, der von Nello gesungen wurde. Alba, vom Großvater zur Nonne bestimmt, hatte Nello wirklich geliebt. Teile dieser bewegenden Geschichte erfuhr der angenehm überraschte Leser direkt und nicht – wie gewöhnlich in diesem Roman – aus der Gerüchteküche. Alba wurde auch von Nello geliebt, aber der Tenor erwies sich als Vagabund. Für ihn war alles „Spiel und Abenteuer; - und morgen geht's in die Welt hinaus“. Nach dem Motto ließ er die arme Alba fallen und machte sich stracks an die nächste Schöne heran.

## Zitat
- „Wirkliche Größe zeigt sich erst in der Niederlage“.[1]

## Selbstzeugnisse
- „Die Kleine Stadt ist mir von meinen Romanen der liebste, … Es ist Wärme darin, die Wärme der Demokratie“ (Brief vom 13. Dezember 1909 an Ludwig Ewers, zitiert in Ebersbach, S. 131).
- „Man höre hin: was hier klingt, es ist das hohe Lied der Demokratie“ (Prospekt aus dem Jahr 1909 für den Insel-Verlag Leipzig (zitiert in Anger, S. 118)).

## Rezeption
- Am 30. September 1909 schreibt Thomas Mann an den Bruder Heinrich: „Das Ganze liest sich wie ein hohes Lied der Demokratie, …“ (zitiert in Ebersbach, S. 131)... „Es enthält viel in hohem und fortgeschrittenem Sinne Zeitgemäßes“ (zitiert in den Materialien bei Schneider, Ausgabe im Fischer Verlag 1986, S. 465, 5. Z.v.o.).
- Hesse,[2] Kenner solcher Ort- und Landschaften, bewundert die getreue Wiedergabe des Lokalkolorits und rätselt, ob denn Arezzo, Foligno, Bevagna oder Trevi gemeint sei.
- Schneider[3] verweist auf weitere Besprechungen aus den Jahren 1909–1914 von Karl Georg Wendriner, Monty Jacobs, Lucia Dora Frost,[4] Hedda Sauer,[5] Paul Ernst, Maximilian Brantl, Richard Huldschiner, Ludwig Hatvany, Franz Servaes, Willy Rath, Ludwig Seifert, Eugen Kalkschmidt, Marie Holzer,[6] Franz Hirth, Alfred Günther und Paul Kraft.[7]
- Nach Schröter (S. 66) ist das komische Epos vom „Geraubten Eimer“ von Alessandro Tassoni übernommen.
- Nach Koopmann (S. 29) „liefert ‚Die kleine Stadt‘ in vielem ein Gegenbild zu jener desaströsen Ordnung des wilhelminischen Deutschland, die allmählich in Unordnung überging.“